# Опашати земноводни
Опашатите земноводни (Caudata или Urodela), наричани също саламандри, са разред земноводни, включващ 552 вида животни със слаби тела, къси крайници и дълги опашки.

## Описание
Влажната кожа позволява на земноводните да пребивават само в близост до вода или във влажна почва, обикновено в горите. Някои видове са водни през целия си живот, други живеят във водата периодично, а трети са напълно сухоземни особено в напреднала възраст. Външният вид на саламандрите наподобява на гущери, но са лесно различими по липсата на люспи. Имат способността да възстановяват (регенерират) загубените си крайници.

## Класификация
Видовете на саламандрите са многобройни и се срещат в повечето влажни области на Северното полукълбо, както и в най-северните части на Южна Америка. Повечето от тях са малки, но някои достигат до 1 m дължина. В Северна Америка се срещат големият американски саламандър (Cryptobranchus alleganiensis) и морското куче (Dicamptodon), които могат да достигнат дължина до 30 cm, а в Япония и Китай – гигантският саламандър, дълъг 1,50 m и тежащ 30 kg.
Разред Опашати земноводни
- Подразред Cryptobranchoidea
  - Семейство Cryptobranchidae
  - Семейство Hynobiidae
- Подразред Salamandroidea
  - Семейство Ambystomatidae
  - Семейство Amphiumidae – Амфиумови
  - Семейство Dicamptodontidae
  - Семейство Plethodontidae – Безбелодробни саламандри
  - Семейство Proteidae
  - Семейство Rhyacotritonidae
  - Семейство Salamandridae – Саламандрови
- Подразред Sirenoidea
  - Семейство Sirenidae

## Особености на тялото
Имат удължено тяло, опашка, четири крака и се срещат някои представители на разреда с два крака. Външният вид на саламандрите наподобява на гущери, но са лесно различими по липсата на люспи. Имат способността да възстановяват загубените си крайници.
|  | Тази страница частично или изцяло представлява превод на страницата Salamander в Уикипедия на английски. Оригиналният текст, както и този превод, са защитени от Лиценза „Криейтив Комънс – Признание – Споделяне на споделеното“, а за съдържание, създадено преди юни 2009 година – от Лиценза за свободна документация на ГНУ. Прегледайте историята на редакциите на оригиналната страница, както и на преводната страница, за да видите списъка на съавторите. ВАЖНО: Този шаблон се отнася единствено до авторските права върху съдържанието на статията. Добавянето му не отменя изискването да се посочват конкретни източници на твърденията, които да бъдат благонадеждни. |